# Солонгелло
Солонгелло (итал. Solonghello) — коммуна в Италии, располагается в регионе Пьемонт, в провинции Алессандрия.
Население составляет 223 человека (2008 г.), плотность населения составляет 45 чел./км². Занимает площадь 5 км². Почтовый индекс — 15020. Телефонный код — 0142.
Покровителем коммуны почитается святой апостол Андрей Первозванный, празднование 30 ноября.

## Демография
Динамика населения:

## Администрация коммуны
- Официальный сайт: